# Eutropis resetarii
Eutropis resetarii — вид сцинкоподібних ящірок родини сцинкових (Scincidae). Ендемік Шрі-Ланки. Вид названий на честь американського герпетолога Алана Реретара.

## Поширення і екологія
Eutropis resetarii мешкають на острові Шрі-Ланка.